# Koera (testgebied)
Koera (Russisch: Кура) is een militair gebied voor het testen van Intercontinentale raketten van de Strategische Raketstrijdkrachten (RVSN) van Rusland, gelegen in het noorden van de kraj Kamtsjatka in een afgelegen moerassig gebied nabij de rivier de Kamtsjatka. Het bevindt zich op 130 kilometer ten noordoosten van de voormalige stad Kljoetsji en 380 kilometer ten noorden van Petropavlovsk-Kamtsjatski. Het testgebied is gericht op het vaststellen van de precieze inkomende richting en nauwkeurigheid van inslag en de parameters eromheen (onder andere telemetrie). Het is een van de meest geheime onderdelen van de RVSN.
Op de basis zijn troepeneenheid nr. 25522 (43e ONIS), troepeneenheid nr. 73990 (14e bijzondere meet-eenheid; отдельный измерительный комплекс), troepeneenheid nr. 30080 (ondersteuningsbasis), troepeneenheid nr. 21132 (afzonderlijk 316e bataljon voor ondersteuning van experimentele testwerkzaamheden; батальон обеспечения опытно-испытательных работ) en soortgelijke eenheden. Op de basis zijn meer dan 1000 officieren, vaandrigs en beroepssoldaten en ongeveer 120 dienstplichtigen gestationeerd.

## Geschiedenis
Het testgebied werd opgezet op 29 april 1955 onder de codenaam Kama. Er werd een militair wetenschappelijk teststation (ONIS) opgezet op basis van het wetenschappelijk testinstituut voor artillerie nr.4 uit de plaats Bolsjevo bij Moskou. Op 1 juni 1955 werd de basis uitgerust en kreeg een eigen radarbataljon. In korte tijd werden het militaire dorp Kljoetsji-20, een netwerk van wegen, een luchthaven en een aantal speciale installaties opgezet. De basis werd in werking gesteld in 1957, toen op 22 augustus van dat jaar de eerste raket werd gelanceerd; een R-7 ('Semjorka'). In de decennia die erop volgden werden meer dan 2600 raketproeven uitgevoerd op het testgebied; van de eerste Sovjetraketten tot de nieuwste Topol-M's en Boelava's en meer dan 5600 raketkoppen (golovnoj bloki).
De Verenigde Staten hadden voor het meten van de inslagen speciaal het Eareckson Air Station (in de Sovjettijd Shemya Air Force Base genoemd) opgezet op de Aleoeten, 935 kilometer verderop, met behulp van radars en vliegtuigen. Een van de radars, Cobra Dane, werd speciaal hiervoor in 1977 opgezet bij deze luchtmachtbasis.
In de jaren zestig werd een raketvolgsysteem gebouwd in het kader van het S-225-ABM-2-project met een Flat Twinradar. Deze werd aanvankelijk geplaatst bij de raketlanceerbasis Sary Sjagan in Kazachstan, maar werd later onder de naam '5K17 Azov' verplaatst naar een locatie nabij Oest-Kamtsjatsk (56° 16′ 14″ NB, 162° 44′ 6″ OL), waar ze nu dienst doet voor het meten van inkomende raketinslagen op Koera. De radar vormt het laatste overblijfsel van S-225.

## Recente inslagen
- 29 mei 2007 - eerste test met de RS-24 (de opvolger van de Topol-M en Boelava-raket) vanaf de Kosmodroom Plesetsk
- 17 december 2007 - geslaagde test met een R-29RMU2 Sineva (RSM-54) vanaf de strategische raket-onderzeeboot (ballistische raketonderzeeboot) Toela (K-114) vanaf de Barentszzee
- 25 december 2007 - test met een RS-24 vanaf Plesetsk